# Kruså
Pour les articles homonymes, voir Krusa (homonymie).
Kruså (également orthographié Krusaa en danois, Krusau en allemand) est une petite ville du Danemark. Elle est située dans le sud du pays, à la frontière entre l'Allemagne et le Danemark.
La ville se situe dans la vallée-tunnel de Kruså (de), à quelques kilomètres au nord-est du fjord de Flensbourg. Elle est le point d'origine de la route secondaire 170 (da), qui relie la grande ville d'Aarhus à la frontière allemande.
Administrativement, elle relève de la commune d'Åbenrå, dans la région du Danemark du Sud. Au recensement de 2019, Kruså comptait 1 547 habitants.

## Histoire
La région de Kruså se situe historiquement dans le duché de Schleswig, possession des rois de Danemark jusqu'en 1864. Elle passe ensuite sous le contrôle du royaume de Prusse, puis de l'Empire allemand. Après la Première Guerre mondiale, les plébiscites du Schleswig de 1920 fixent la frontière germano-danoise au sud de Kruså.
Kruså est l'un des points où l'armée allemande traverse la frontière lors de l'invasion du Danemark (opération Weserübung), le 9 avril 1940 à 4 h 15 du matin.